# Eutelia adoxodes
Eutelia adoxodes là một loài bướm đêm trong họ Noctuidae.